# Ricco Groß
Ricco Groß (ur. 22 sierpnia 1970 w Bad Schlema) – niemiecki biathlonista, wielokrotny medalista igrzysk olimpijskich i mistrzostw świata.

## Kariera
Biathlon uprawiał od 1983 roku, a w 1990 roku znalazł się w kadrze narodowej. Pierwsze sukcesy osiągnął w 1989 roku, zdobywając złoty medal w biegu drużynowym i brązowy w sztafecie podczas mistrzostw świata juniorów w Voss. Na rozgrywanych rok później mistrzostwach świata juniorów w Sodankylä zwyciężył w sztafecie.
W Pucharze Świata zadebiutował 13 grudnia 1990 roku w Les Saisies, zajmując 22. miejsce w biegu indywidualnym. Tym samym już w swoim debiucie zdobył pierwsze punkty. Na podium zawodów tego cyklu po raz pierwszy stanął 2 lutego 1991 roku w Oberhofie, zajmując drugie miejsce w sprincie. Rozdzielił tam swego rodaka - Franka Lucka i Włocha Andreasa Zingerle. W kolejnych startach jeszcze 51 razy stawał na podium, odnosząc przy tym dziewięć zwycięstw. Najczęściej wygrywał w biegu pościgowym, 4 razy: 13 lutego 1999 roku w Kontiolahti, 16 marca 2003 roku w Chanty-Mansyjsku, 8 lutego 2004 roku w Oberhofie i 20 stycznia 2006 roku w Anterselvie. Ponadto trzykrotnie wygrywał w biegu indywidualnym: 9 stycznia 1997 roku w Ruhpolding, 7 lutego 1997 roku w Osrblie i 3 marca 1998 roku w Pokljuce, 12 stycznia 2000 roku w Ruhpolding wygrał bieg masowy, a trzy dni później w tej samej miejscowości był najlepszy w sprincie. Ostatnie pucharowe podium wywalczył 25 marca 2006 roku w Oslo, gdzie był trzeci w biegu pościgowym. Najlepsze wyniki osiągał w sezonie 1997/1998, kiedy zajął drugie miejsce w klasyfikacji generalnej, za Norwegiem Ole Einarem Bjørndalenem. W tym sezonie zajął również drugie miejsce w klasyfikacjach biegu pościgowego i indywidualnego. Był też trzeci w sezonach 2002/2003 i 2003/2004, wyprzedzili go odpowiednio Bjørndalen i reprezentujący Białoruś Władimir Draczow oraz Francuz Raphaël Poirée i Bjørndalen. Ponadto w sezonie 1996/1997 zdobył małą kryształową kulę za triumf w klasyfikacji biegu indywidualnego. W klasyfikacji tej był drugi w sezonie 2003/2004 oraz trzeci w sezonach 2000/2001 i 2002/2003, a w biegu pościgowym zajmował trzecie miejsce w sezonach 2002/2003 i 2003/2004.
Na mistrzostwach świata w Lahti w 1991 roku zdobył swój pierwszy medal, wspólnie z Frankiem Luckiem, Markiem Kirchnerem i Fritzem Fischerem wygrywając w sztafecie. Podczas rozgrywanych rok później igrzysk olimpijskich w Albertville zdobył pierwsze trofeum indywidualne, zajmując drugie miejsce w sprincie. Uplasował się tam między Kirchnerem a Harrim Elorantą z Finlandii. Ponadto wraz z kolegami zdobył złoty medal w sztafecie, był to pierwszy raz w historii gdy w rywalizacji olimpijskiej sztafet nie wygrała reprezentacja ZSRR. Taki sam wynik osiągnął na igrzyskach w Lillehammer dwa lata później. Tym razem w sprincie rozdzielił dwóch Rosjan: Siergieja Czepikowa i Siergieja Tarasowa. W tych samych konkurencjach medale zdobył również na mistrzostwach świata w Anterselvie w 1995 roku. W sztafecie Niemcy ponownie zwyciężyli, natomiast w sprincie Groß był trzeci, za Francuzem Patrice’em Bailly-Salinsem i Pawłem Muslimowem z Rosji.
Kolejny medal zdobył podczas mistrzostw świata w Ruhpolding w 1996 roku, gdzie w sztafecie był drugi. W startach indywidualnych nie stanął na podium, zajmując dziewiąte miejsce w biegu indywidualnym i dwunaste w sprincie.
Z mistrzostw świata w Osrblie w 1997 roku wrócił z dwoma medalami. Najpierw zwyciężył w biegu indywidualnym, wyprzedzając Olega Ryżenkowa z Białorusi i Austriaka Ludwiga Gredlera. Następnie sztafeta Niemiec w składzie: Ricco Groß, Peter Sendel, Sven Fischer i Frank Luck zdobyła kolejny złoty medal. W tym samym składzie Niemcy triumfowali także na igrzyskach olimpijskich w Nagano w 1998 roku, broniąc drugi raz z rzędu tytułów mistrzów olimpijskich. Na tej samej imprezie zajął też szóste miejsce biegu indywidualnym i siedemnaste w sprincie. W tym samym roku zdobył również srebrny medal w biegu drużynowym podczas mistrzostw świata w Hochfilzen.
Podczas mistrzostw świata w Kontiolahti/Oslo w 1999 roku zdobył swój pierwszy medal w biegu pościgowym. Wygrał tę rywalizację, wyprzedzając Lucka i Svena Fischera, zostając jednocześnie pierwszym Niemcem, który został mistrzem świata w tej konkurencji. Na tych samych mistrzostwach był też drugi w biegu indywidualnym, plasując się między Svenem Fischerem i Białorusinem Wadimem Saszurinem. Na rozgrywanych rok później mistrzostwach świata w Oslo jedyny medal zdobył w sztafecie, w której zajął trzecie miejsce.
Na igrzyskach olimpijskich w Salt Lake City w 2002 roku we wszystkich konkurencjach plasował się w czołówce. W biegu indywidualnym i sprincie zajmował czwarte miejsce, przegrywając walkę o podium odpowiednio z Rosjaninem Wiktorem Majgurowem i Wolfgangiem Pernerem z Austrii (o 0,2 sekundy). W biegu pościgowym stanął jednak na najniższym stopniu podium, ulegając tylko Bjørndalenowi i Poirée. W ostatniej konkurencji, sztafecie, Niemcy zajęli tym razem drugie miejsce, przegrywając z Norwegami.
Największe sukcesy osiągnął na mistrzostwach świata w Chanty-Mansyjsku w 2003 roku, gdzie zdobył cztery medale. Najpierw był drugi w sprincie, ulegając tylko Bjørndalenowi. Dzień później wygrał w biegu pościgowym, plasując się przed Norwegiem Halvardem Hanevoldem i Fina Paavo Puurunena. Następnie był trzeci w biegu indywidualnym, w którym wyprzedzili go Hanevold i kolejny Fin, Vesa Hietalahti. Na zakończenie Niemcy z Großem w składzie zdobyli złoto w sztafecie. Kolejne trzy medale przywiózł z mistrzostw świata w Oberhofie rok później. Był tam najlepszy w sztafecie i biegu pościgowym, a w sprincie zajął drugie miejsce, przegrywając tylko z Raphaëlem Poirée.
Swój jedyny medal w sztafetach mieszanych wywalczył podczas mistrzostw świata w sztafet mieszanych w Chanty-Mansyjsku, gdzie razem z Uschi Disl, Kati Wilhelm i Michaelem Greisem zajął trzecie miejsce. W tym samym roku wywalczył też brązowy medal w biegu indywidualnym na mistrzostwach świata w Hochfilzen, gdzie uległ tylko Czechowi Romanowi Dostálowi i Michaelowi Greisowi.
Brał też udział w igrzyskach w Turynie w 2006 roku, gdzie wspólnie z Greisem, Michaelem Röschem i Svenem Fischerem zdobył swój ostatni złoty medal. W startach indywidualnych był jedenasty w biegu indywidualnym, szósty w sprincie oraz dwunasty w biegu pościgowym. Rok później zdobył swój ostatni medal, zajmując trzecie miejsce w sztafecie na mistrzostwach świata w Anterselvie.
Po zakończeniu kariery został komentatorem dla niemieckiej stacji ARD. Pracuje też jako trener, od 2015 roku prowadził męską reprezentację Rosji, a w 2018 roku objął męską reprezentację Austrii.
Z dorobkiem ośmiu medali (cztery złote, trzy srebrne i jeden brązowy) Groß jest najbardziej utytułowanym mężczyzną w historii startów Niemiec na zimowych olimpiadach, w klasyfikacji ogólnej wyprzedza go pięciokrotna mistrzyni olimpijska, panczenistka Claudia Pechstein.
Od 1994 jest żonaty (żona Katrin), ma trzech synów (Marco, ur. 1995, Simona, ur. 1998, Gabriela, ur. 2004).

## Osiągnięcia

### Igrzyska olimpijskie
| Rok  | Miejscowość    | Konkurencje | Konkurencje | Konkurencje | Konkurencje | Konkurencje | Konkurencje | Konkurencje |
| Rok  | Miejscowość    | IN          | SP          | PU          | MS          | RL          | MR          | SR          |
| ---- | -------------- | ----------- | ----------- | ----------- | ----------- | ----------- | ----------- | ----------- |
| 1992 | Albertville    | –           | 2.          | nd.         | nd.         | 1.          | nd.         | –           |
| 1994 | Lillehammer    | –           | 2.          | nd.         | nd.         | 1.          | nd.         | –           |
| 1998 | Nagano         | 6.          | 17.         | nd.         | nd.         | 1.          | nd.         | –           |
| 2002 | Salt Lake City | 4.          | 4.          | 3.          | nd.         | 2.          | nd.         | –           |
| 2006 | Turyn          | 11.         | 6.          | 12.         | –           | 1.          | nd.         | –           |

### Mistrzostwa świata
| Rok  | Miejscowość      | Konkurencje | Konkurencje | Konkurencje | Konkurencje | Konkurencje | Konkurencje | Konkurencje |
| Rok  | Miejscowość      | IN          | SP          | PU          | MS          | RL          | MR          | SR          |
| ---- | ---------------- | ----------- | ----------- | ----------- | ----------- | ----------- | ----------- | ----------- |
| 1991 | Lahti            | –           | 16.         | nd.         | nd.         | 1.          | nd.         | –           |
| 1993 | Borowec          | 6.          | 64.         | nd.         | nd.         | –           | nd.         | –           |
| 1995 | Anterselva       | 55.         | 3.          | nd.         | nd.         | 1.          | nd.         | –           |
| 1996 | Ruhpolding       | 9.          | 12.         | nd.         | nd.         | 2.          | nd.         | –           |
| 1997 | Osrblie          | 1.          | 34.         | 26.         | nd.         | 1.          | nd.         | –           |
| 1998 | Pokljuka         | nd.         | nd.         | 7.          | nd.         | nd.         | nd.         | –           |
| 1999 | Kontiolahti/Oslo | 2.          | 6.          | 1.          | 8.          | 4.          | nd.         | –           |
| 2000 | Oslo             | 9.          | 7.          | 18.         | 6.          | 3.          | nd.         | –           |
| 2001 | Pokljuka         | 7.          | 27.         | 14.         | 4.          | 12.         | nd.         | –           |
| 2002 | Oslo             | nd.         | nd.         | nd.         | 11.         | nd.         | nd.         | –           |
| 2003 | Chanty-Mansyjsk  | 3.          | 2.          | 1.          | 22.         | 1.          | nd.         | –           |
| 2004 | Oberhof          | 4.          | 2.          | 1.          | 29.         | 1.          | nd.         | –           |
| 2005 | Hochfilzen       | 3.          | 7.          | 6.          | 7.          | 6.          | nd.         | –           |
| 2005 | Chanty-Mansyjsk  | nd.         | nd.         | nd.         | nd.         | nd.         | 3.          | –           |
| 2006 | Pokljuka         | nd.         | nd.         | nd.         | nd.         | nd.         | 10.         | –           |
| 2007 | Anterselva       | 9.          | –           | –           | –           | 3.          | –           | –           |

### Puchar Świata

#### Miejsca w klasyfikacji generalnej
| Sezon     | Miejsce |
| --------- | ------- |
| 1990/1991 | 7.      |
| 1991/1992 | 30.     |
| 1992/1993 | 10.     |
| 1993/1994 | 5.      |
| 1994/1995 | 10.     |
| 1995/1996 | 7.      |
| 1997/1998 | 2.      |
| 1998/1999 | 4.      |
| 1999/2000 | 8.      |
| 2000/2001 | 9.      |
| 2001/2002 | 7.      |
| 2002/2003 | 3.      |
| 2003/2004 | 3.      |
| 2004/2005 | 6.      |
| 2005/2006 | 8.      |
| 2006/2007 | 26.     |

#### Miejsca na podium chronologicznie
| Lp. | Dzień       | Rok  | Miejscowość     | Konkurencja                | Lokata | Pudła   | Czas biegu | Strata  | Zwycięzca             |
| --- | ----------- | ---- | --------------- | -------------------------- | ------ | ------- | ---------- | ------- | --------------------- |
| 1.  | 2 lutego    | 1991 | Oberhof         | Sprint na 10 km            | 2.     | 0+1     | 25:22,3    | +24,3   | Frank Luck            |
| 2.  | 25 stycznia | 1992 | Anterselva      | Sprint na 10 km            | 2.     | 0+0     | 27:04,3    | +38,2   | Aleksandr Popow       |
| 3.  | 12 lutego   | 1992 | Albertville     | Sprint na 10 km            | 2.     | 0+1     | 26:02,3    | +15,7   | Mark Kirchner         |
| 4.  | 23 stycznia | 1993 | Anterselva      | Sprint na 10 km            | 3.     | 0+0     | 26:47,8    | +19,2   | Pieralberto Carrara   |
| 5.  | 4 marca     | 1993 | Lillehammer     | Bieg indywidualny na 20 km | 2.     | 0+0+1+0 | 55:08,6    | +42,9   | Wilfried Pallhuber    |
| 6.  | 9 grudnia   | 1993 | Bad Gastein     | Bieg indywidualny na 20 km | 2.     | 2+0+0+0 | 1:04:57,9  | +1:27,5 | Siergiej Tarasow      |
| 7.  | 23 lutego   | 1994 | Lillehammer     | Sprint na 10 km            | 2.     | 0+0     | 28:07,0    | +6,0    | Siergiej Czepikow     |
| 8.  | 21 stycznia | 1995 | Oberhof         | Sprint na 10 km            | 2.     | 0+1     | 26:29,1    | +3,8    | Aleksiej Kobielew     |
| 9.  | 26 stycznia | 1995 | Ruhpolding      | Bieg indywidualny na 20 km | 3.     | 0+0+0+0 | 48:56,5    | +1:32,7 | Patrice Bailly-Salins |
| 10. | 18 lutego   | 1995 | Anterselva      | Sprint na 10 km            | 3.     | 0+0     | 29:23,8    | +5,2    | Patrice Bailly-Salins |
| 11. | 16 grudnia  | 1995 | Oslo            | Sprint na 10 km            | 3.     | 0+0     | 25:45,6    | +11,4   | Sven Fischer          |
| 12. | 9 stycznia  | 1997 | Ruhpolding      | Bieg indywidualny na 20 km | 1.     | 0+0+0+0 | 52:06,7    | –       | –                     |
| 13. | 16 stycznia | 1997 | Anterselva      | Bieg indywidualny na 20 km | 2.     | 0+0+0+0 | 56:37,9    | +0,3    | Ludwig Gredler        |
| 14. | 7 lutego    | 1997 | Osrblie         | Bieg indywidualny na 20 km | 1.     | 0+0+0+0 | 52:04,6    | –       | –                     |
| 15. | 13 marca    | 1997 | Nowosybirsk     | Bieg indywidualny na 20 km | 2.     | 1+2+0+0 | 58:17,3    | +10,4   | Pawieł Muslimow       |
| 16. | 15 marca    | 1997 | Nowosybirsk     | Sprint na 10 km            | 2.     | 1+0     | 27:59,9    | +41,9   | Ludwig Gredler        |
| 17. | 18 grudnia  | 1997 | Kontiolahti     | Sprint na 10 km            | 2.     | 0+0     | 26:21,3    | +8,7    | Jan Wüstenfeld        |
| 18. | 8 stycznia  | 1998 | Ruhpolding      | Sprint na 10 km            | 3.     | 0+0     | 26:05,4    | +23,0   | Raphaël Poirée        |
| 19. | 15 stycznia | 1998 | Anterselva      | Bieg indywidualny na 20 km | 2.     | 0+0+0+1 | 55:00,6    | +21,3   | Halvard Hanevold      |
| 20. | 3 marca     | 1998 | Pokljuka        | Bieg indywidualny na 20 km | 1.     | 0+0+0+0 | 53:51,0    | –       | –                     |
| 21. | 8 stycznia  | 1999 | Oberhof         | Sprint na 10 km            | 3.     | 1+0     | 27:44,6    | +16,0   | Władimir Draczow      |
| 22. | 9 stycznia  | 1999 | Oberhof         | Bieg pościgowy na 12,5 km  | 2.     | 1+0+1+0 | 34:21,0    | +35,0   | Ole Einar Bjørndalen  |
| 23. | 17 stycznia | 1999 | Ruhpolding      | Bieg pościgowy na 12,5 km  | 2.     | 1+0+0+0 | 35:21,6    | +6,5    | Raphaël Poirée        |
| 24. | 22 stycznia | 1999 | Anterselva      | Sprint na 10 km            | 3.     | 1+0     | 26:40,4    | +53,9   | René Cattarinussi     |
| 25. | 13 lutego   | 1999 | Kontiolahti     | Bieg pościgowy na 12,5 km  | 1.     | 0+0+0+0 | 35:37,8    | –       | –                     |
| 26. | 11 marca    | 1999 | Oslo            | Bieg indywidualny na 20 km | 2.     | 0+0+0+0 | 53:53,2    | +8,7    | Sven Fischer          |
| 27. | 14 marca    | 1999 | Oslo            | Bieg pościgowy na 12,5 km  | 3.     | 0+0+0+0 | 36:19,4    | +23,4   | Frank Luck            |
| 28. | 12 stycznia | 2000 | Ruhpolding      | Bieg masowy na 15 km       | 1.     | 0+0+0+0 | 39:12,7    | –       | –                     |
| 29. | 15 stycznia | 2000 | Ruhpolding      | Sprint na 10 km            | 1.     | 0+0     | 24:41,1    | –       | –                     |
| 30. | 13 lutego   | 2000 | Östersund       | Bieg pościgowy na 12,5 km  | 3.     | 0+0+0+0 | 33:22,0    | +25,5   | Frode Andresen        |
| 31. | 14 grudnia  | 2000 | Anterselva      | Bieg indywidualny na 20 km | 3.     | 0+1+0+0 | 54:55,0    | +27,3   | Siergiej Rożkow       |
| 32. | 14 stycznia | 2001 | Ruhpolding      | Bieg pościgowy na 12,5 km  | 3.     | 0+0+0+0 | 34:21,2    | +25,0   | Raphaël Poirée        |
| 33. | 9 grudnia   | 2001 | Hochfilzen      | Bieg pościgowy na 12,5 km  | 3.     | 0+0+0+0 | 34:27,5    | +26,3   | Ole Einar Bjørndalen  |
| 34. | 16 lutego   | 2002 | Salt Lake City  | Bieg pościgowy na 12,5 km  | 3.     | 0+0+0+2 | 32:34,6    | +56,0   | Ole Einar Bjørndalen  |
| 35. | 15 grudnia  | 2002 | Östersund       | Bieg pościgowy na 12,5 km  | 2.     | 0+0+0+1 | 34:34,5    | +59,6   | Ole Einar Bjørndalen  |
| 36. | 22 grudnia  | 2002 | Osrblie         | Bieg pościgowy na 12,5 km  | 2.     | 0+0+1+0 | 34:02,7    | +1:17,3 | Raphaël Poirée        |
| 37. | 26 stycznia | 2003 | Anterselva      | Bieg masowy na 15 km       | 3.     | 0+0+0+0 | 37:00,2    | +1,2    | Andrij Deryzemla      |
| 38. | 15 marca    | 2003 | Chanty-Mansyjsk | Sprint na 10 km            | 2.     | 0+1     | 26:52,1    | +50,7   | Ole Einar Bjørndalen  |
| 39. | 16 marca    | 2003 | Chanty-Mansyjsk | Bieg pościgowy na 12,5 km  | 1.     | 0+0+1+1 | 37:37,4    | –       | –                     |
| 40. | 19 marca    | 2003 | Chanty-Mansyjsk | Bieg indywidualny na 20 km | 3.     | 1+0+2+0 | 53:39,4    | +1:25,9 | Halvard Hanevold      |
| 41. | 18 grudnia  | 2003 | Osrblie         | Bieg indywidualny na 20 km | 2.     | 0+0+0+0 | 45:46,5    | +37,2   | Raphaël Poirée        |
| 42. | 22 stycznia | 2004 | Anterselva      | Bieg indywidualny na 20 km | 3.     | 0+1+0+0 | 56:32,7    | +30,2   | Sven Fischer          |
| 43. | 24 stycznia | 2004 | Anterselva      | Sprint na 10 km            | 3.     | 0+1     | 25:09,6    | +28,1   | Siergiej Czepikow     |
| 44. | 25 stycznia | 2004 | Anterselva      | Bieg masowy na 15 km       | 3.     | 2+1+0+0 | 39:40,1    | +1:11,5 | Raphaël Poirée        |
| 45. | 7 lutego    | 2004 | Oberhof         | Sprint na 10 km            | 2.     | 0+0     | 30:11,9    | +9,1    | Raphaël Poirée        |
| 46. | 8 lutego    | 2004 | Oberhof         | Bieg pościgowy na 12,5 km  | 1.     | 1+0+0+1 | 38:53,8    | –       | –                     |
| 47. | 29 lutego   | 2004 | Lake Placid     | Bieg pościgowy na 12,5 km  | 3.     | 0+0+1+0 | 32:25,4    | +50,0   | Raphaël Poirée        |
| 48. | 16 stycznia | 2005 | Ruhpolding      | Bieg pościgowy na 12,5 km  | 3.     | 0+0+0+1 | 36:44,5    | +51,6   | Ole Einar Bjørndalen  |
| 49. | 9 marca     | 2005 | Hochfilzen      | Bieg indywidualny na 20 km | 3.     | 1+0+0+1 | 1:00:24,5  | +26,9   | Roman Dostal          |
| 50. | 19 stycznia | 2006 | Anterselva      | Sprint na 10 km            | 2.     | 0+0     | 26:11,2    | +33,8   | Frode Andresen        |
| 51. | 20 stycznia | 2006 | Anterselva      | Bieg pościgowy na 12,5 km  | 1.     | 0+0+0+0 | 33:44,0    | –       | –                     |
| 52. | 25 marca    | 2006 | Oslo            | Bieg pościgowy na 12,5 km  | 3.     | 0+0+0+0 | 33:27,3    | +7,1    | Ole Einar Bjørndalen  |